# Bsharri (distrito)
Bsharri é um distrito libanês localizado na província do Líbano Setentrional. A capital do distrito é a cidade de Bsharri.

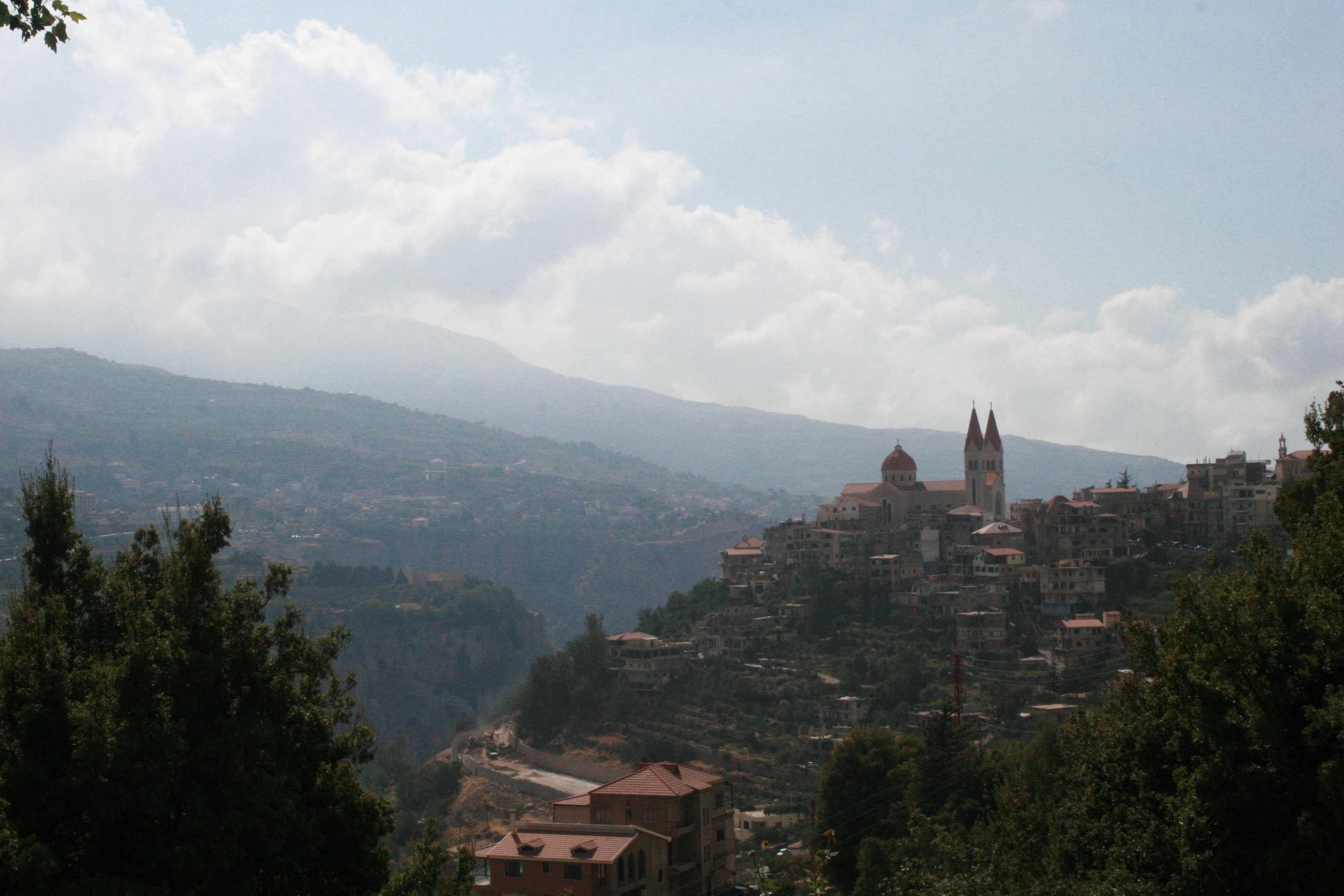
Bsharri-Lebanon-Autumn

O distrito é montanhoso. A maioria das 26 localidades localizam-se a uma altura superior a 1000 metros. Bsharri é limitado pelos distritos de Zgharta e Minieh-Dinnieh ao norte, pelo distrito de Koura à oeste, Baalbek à leste e Batroun ao sul.

## Localidades
- Abdeen
- Bane
- Bani Saab
- Bazoun
- Barhalyoun
- Beit Minzer
- Beqa'a Kefra
- Bolla
- Blaouza
- Bqarqacha
- Brisat
- Bsharri
- Dimane
- El-Arz
- Hadath El-Jebbeh
- Hadchit
- Hasroun
- Kanate
- Kanyour
- Mazraat Assaf
- Metrit
- Ouadi Qadisha
- Qnat
- Shira
- Tourza
- Wadi Qannoubine